# Église Saint-Romain de Sèvres
Pour les articles homonymes, voir Église Saint-Romain.
L'église Saint-Romain est l'église paroissiale du centre-ville de la commune de Sèvres, dans les Hauts-de-Seine en France.
Cette église fait l’objet d’une inscription au titre des monuments historiques depuis le 1er juillet 1937.

## Histoire
Cette église a été construite aux XIIe et XIIIe siècles. Elle a toutefois été défigurée au XVIIe siècle.
Fondée par le roi mérovingien Dagobert II au VIIe siècle, elle fut  paroisse royale sous Marie Leczinska. La première assemblée municipale, créée par l'Édit de 1787, comportait deux membres de droit : le seigneur, en l'occurrence le roi Louis XVI, et le curé ainsi que neuf membres élus. Cette assemblée se réunissait dans l'église à l'issue des vêpres ou de la grand-messe.

## Le bâtiment

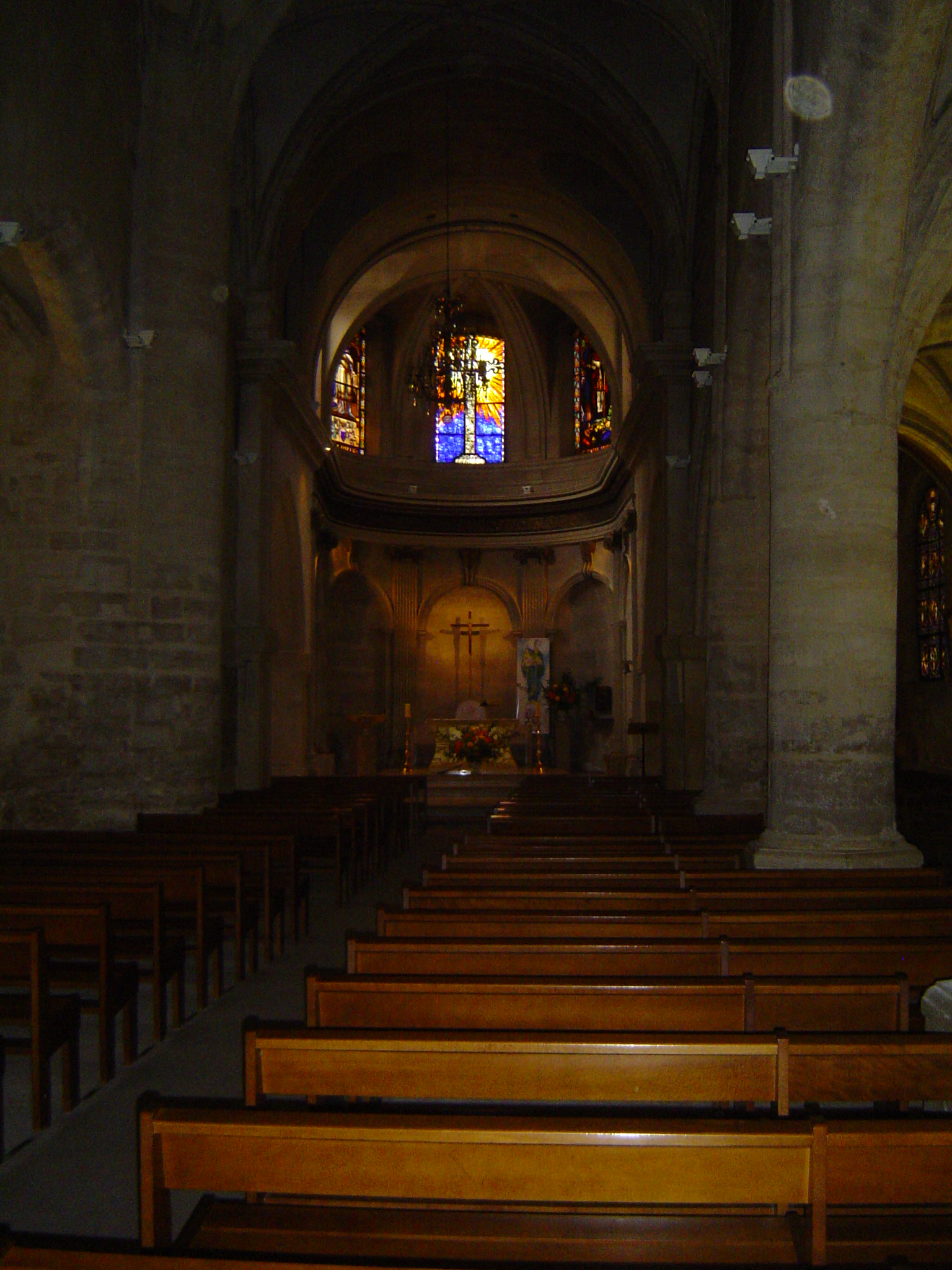
L'église Saint-Romain (intérieur)

Cette église contient un chemin de croix peint sur porcelaine, réalisé en 1873 par la manufacture de Sèvres, ainsi que des verrières exécutées à l'ancienne manufacture royale.
La cloche, baptisée Anette a été bénie en 1760 et classée à l'inventaire des monuments historiques le 27 avril 1944.
Le presbytère a été construit entre 1744 et 1786.

## Pour approfondir